# Sarkofagen, Svalbard

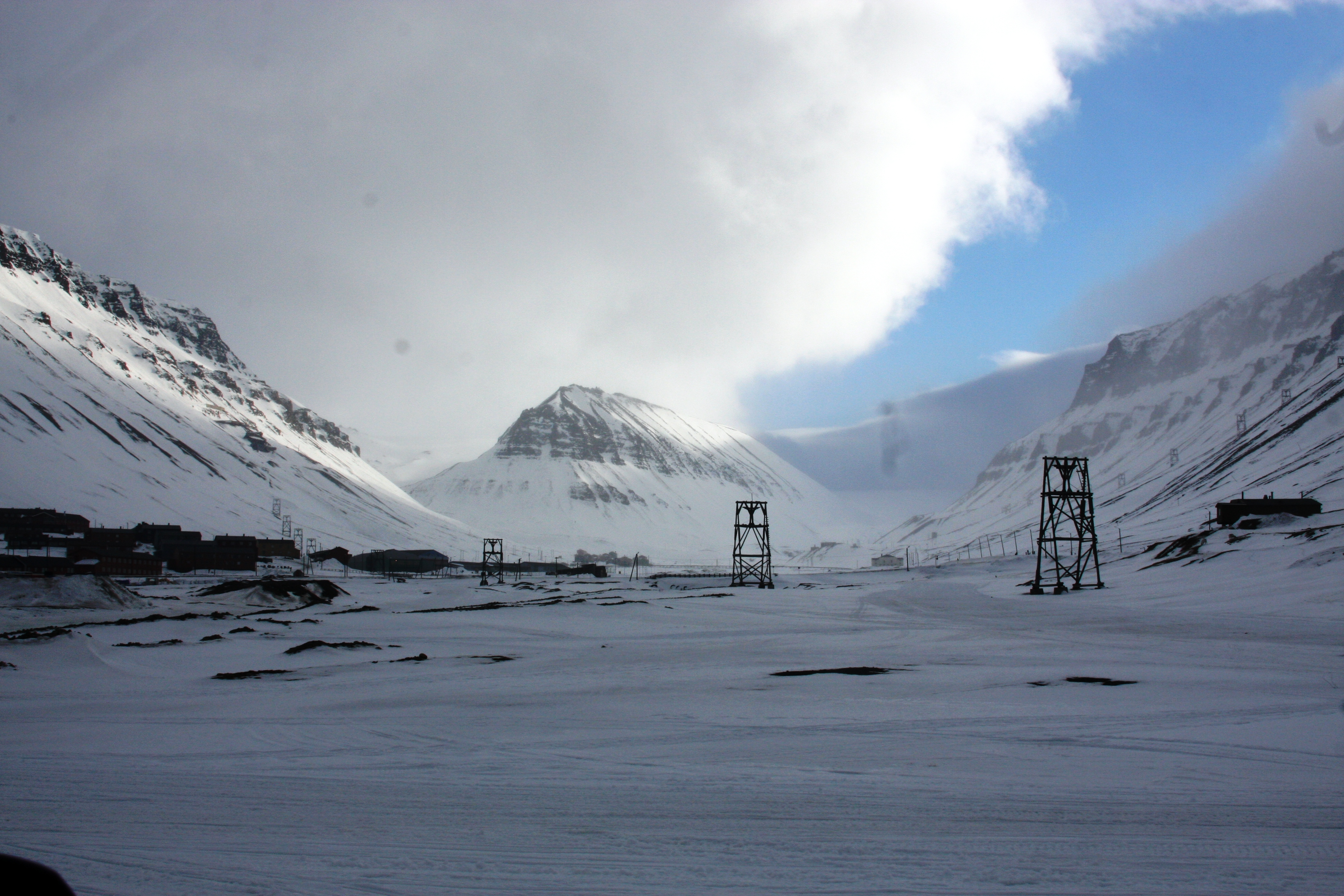
Longyeardalen söderut från Longyearbyen. Till vänster stadsdelen Haugen och i fonden Nybyen under Sarkofagen. Resterna av Sverdrupbyen skymtar i bakgrunden till höger.

Sarkofagen är en  ås på Spetsbergen i Svalbard, söder om Longyearbyen. Den är en omkring 3,5 kilometer lång glaciär, som går från Trollsteinen (850 meter över havet) och Lars Hiertafjellet (876 meter över havet) i söder, och går år nordväst och in i Longyeardalen, söder om Adventfjorden i Nordenskiölds land. Toppen på Sarkofagen är på 513 meters höjd över havet.
Sarkofagen syns från Longyearbyen. Under våren, vid tiden för Longyearbyens solfest den 8 mars, syns solen för första gången mellan Sarkofagen och Lars Hiertafjellet.

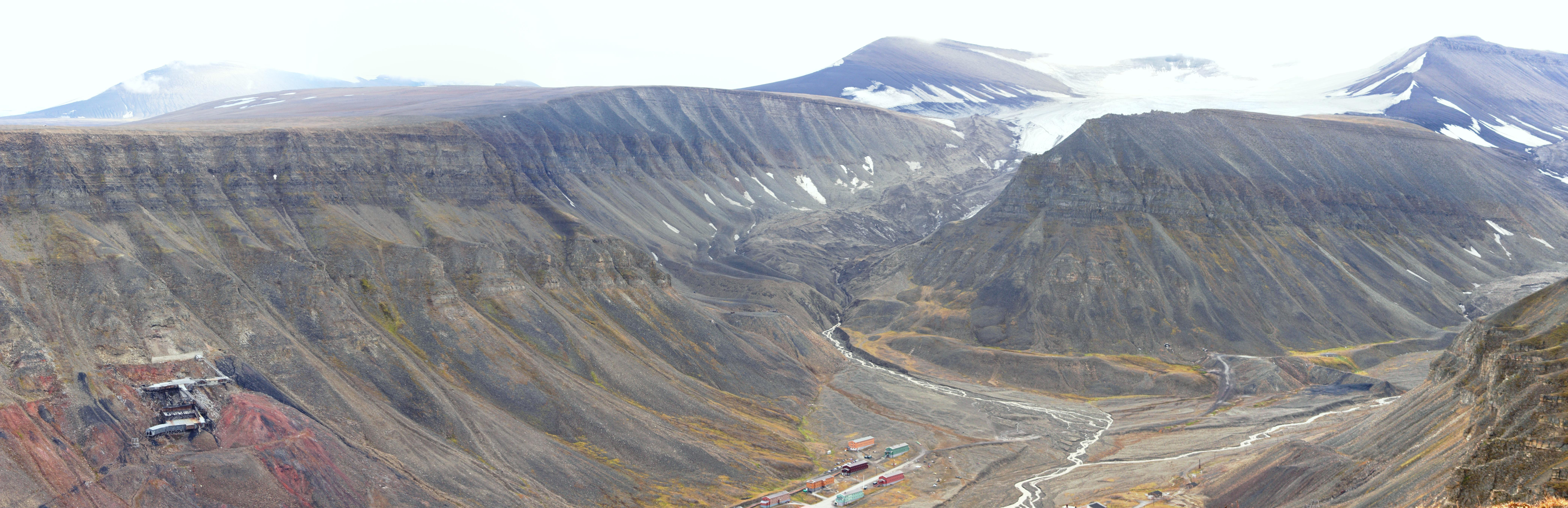
Longyeardalen med Larsbreen. Till höger i bilden Sarkofagen och Lars Hiertafjellet. Till vänster i bilden finns Gruve 2b och i bildens nederkant Nybyen i Longyearbyen